# Корби (озеро)
Корби — озеро на территории Лендерского сельского поселения Муезерского района Республики Карелия.

## Общие сведения
Площадь озера — 0,7 км². Располагается на высоте 209,4 метров над уровнем моря.
Форма озера продолговатая, вытянутая с северо-запада на юго-восток. Берега озера каменисто-песчаные.
В северо-западную оконечность озера впадают два ручья, один из которых течёт из озера Киви.
Из юго-восточной оконечности озеро вытекает ручей, который, протекая озеро Куслокки, втекает в реку Шаверка, которая, в свою очередь, втекает в реку Хаапайоки.
Код водного объекта в государственном водном реестре — 01050000111102000011288.